# Boite noire (médecine)

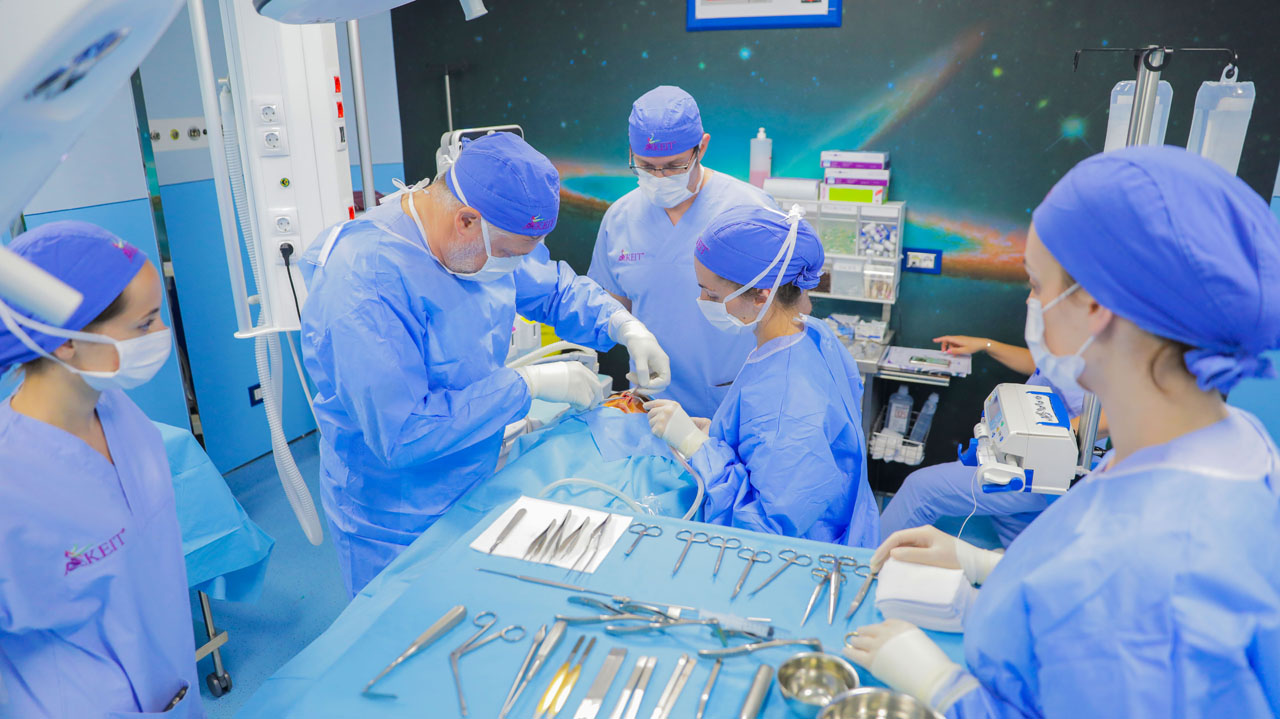
De la préparation de l'opération au réveil, de nombreuses interactions entre les personnes et/ou le matériel peuvent induire des distractions évitables, des retards voire des erreurs médicales. La boite noire de salle d'opération vise à réduire le risque pour le patient, et améliorer la procédure chirurgicale.

En médecine (chirurgie), le concept de Boite noire (« Black Box » ou « OR Black Box » ou « ORBB » en anglais, OR étant ici les initiales de Operating Room, qui signifie salle d'opération) est un système inspiré de la « boite noire » (enregistreur de vol) utilisé par l'aviation, mais destiné à analyser les causes des incidents, accidents ou complications chirurgicales en salle d'opération. C'est une plateforme « multisource » de données et d'enregistrement audio/vidéo, constituée d'un système de caméras et autres capteurs, d'objets connectés et de logiciels, associé à une intelligence artificielle (et non d'une boîte physique).

## Objectifs
Cette Boite noire est destiné à réduire le risque médical, et améliorer les briefings de salle d'opération et les check-list, et leur utilisation, et la qualité des opérations chirurgicales, mais non à surveiller l'équipe médicale (infirmière, anesthésiste, chirurgien et stagiaire en médecine…), ni à être utilisé pour des actions juridiques ou l'attribution de blâmes.
Selon ses concepteurs, le système est conçu pour aider à identifier des pistes d'amélioration, les pratiques efficaces et contribuer à une pédagogie d'amélioration continue basée sur la prise en compte des leçons tirées des erreurs. La boite noire de salle d'opération apporte des données limitant les risques d'évaluations biaisées et non fiables, au profit d'une approche fondée sur les compétence. Elle devrait aussi améliorer la formation des chirurgiens,.

## Historique
C'est le Dr Grantcharov qui, étant alors résident en chirurgie à Copenhague, notant de grandes différences dans les compétences des chirurgiens opérant en immersion sur simulateur de réalité virtuelle, a eu l'idée de cette boite noire pour salle d'opération.
En 2006, en poste à l'Université de Toronto (2006), il monte une équipe et en crée un premier prototype, testé à l’hôpital St. Michael’s. 
En 2020, les progrès de l'intelligence artificielle dopent l'intérêt de la boîte noire.
En 2023, une étude basée sur 132 interventions laparoscopiques a ainsi trouvé en moyenne 20 erreurs par opération (surtout dues à une force insuffisante et/ou à une mauvaise estimation de la distance au tissu cible) ; s'ajoutent 138 distractions auditives par opération (provenant d’alarmes, de téléavertisseurs et autres appareils chirurgicaux), et en moyenne 42 ouvertures de porte par opération ; autant de stimuli susceptibles de détourner l'attention du chirurgien, au détriment de la précision et la rapidité de son geste chirurgical.
Une autre étude a montré, à partir de données de boîtes noires comment les styles de leadership des chirurgiens fluctuent selon des phases d'une chirurgie endovasculaire, mais avec des schémas similaires entre différents types de procédures endovasculaires ; débouchant sur des suggestions pour améliorer leur leadership transformationnel dans l'équipe.
D'autre études,,,, ont montré l'impact des perturbations du flux de travail (ou IT pour interruption du travail) en salle d'opération qui, souvent, peuvent affecter négativement la sécurité du patient : une revue systématique, dans BMJ Quality & Safety, a montré que 20 % du temps opératoire est consacré à gérer des interruptions ; en 2021, une méta-analyse a porté sur les entrées-sorties, les appels téléphoniques et les alarmes qui augmentent le temps opératoire et dégradent le travail collectif. Selon les études disponibles en 2020 analysées par la HAS, la fréquence des IT au bloc opératoire varie de 5 à 15 IT/heure, et beaucoup seraient évitables ; en outre elles sont sous-estimées, car banalisées, par le personnel médical, chirurgien y compris, tant pour leur fréquence qu'en termes de conséquences possibles.
En France, en 2020, un guide de la Haute Autorité de santé (HAS) traite de l'importance de réduire les interruptions de tâches lors des activités anesthésiques.

## Principes
La black box, sans gêner les opérateurs, anonymise et enregistre « plus d'un demi-million de points de données par salle d’opération et par jour » (signes vitaux, dysfonctionnements matériels, performance de l'équipe chirurgicale…) qui sont ensuite analysées par une intelligence artificielle et par des experts humains,.
Le système protège l'anonymat des patients et du personnel médical, en floutant les visages filmés par les caméras (ce qui permet aussi de diminuer l'effet Hawthorne (changement émotionnel et de comportement, conscient et/ou inconscient, induit par une surveillance ou par le fait de se savoir filmé).
Une étude (2020) a conclu à son utilité (ex. : identification et réduction des erreurs chirurgicales courantes, évaluation de l'impact des distractions sonores fréquentes en salle d'opération, analyse approfondie des événements chirurgicaux, utile pour la revue par les pairs comme pour l'autoévaluation du chirurgien, amélioration des compétences techniques des apprentis chirurgiens, amélioration de l'expertise des chirurgiens plus expérimentés, outil d'aide à la décision lors d'étapes de sélection, promotion, certification, etc.). L'équipe peut améliorer sa gestion du stress dans la salle d'opération, et de la qualité de la communication au sein de l'équipe… au profit d'une sécurité améliorée pour les patients. Elles se montrent notamment utiles pour la chirurgie mini-invasive, robotisée ou laparoscopique, car la vidéo est enregistrée directement à partir du moniteur.
L'amélioration du travail des équipes chirurgicales se montre difficile, notamment car la recherche parvient souvent mal à saisir les contributions uniques du rôle de chaque membre de l’équipe interdisciplinaire et les compétences d'adaptation requises en situation d'incertitude, par exemple quand il faut traiter des perturbations telles que les événements indésirables peropératoires (EAI),.
En outre, grâce au machine learning le système  :
- analyse, en amont, les activités préopératoires cruciale et il prédit les durées probables d'intervention ; ceci aboutit à optimiser l'utilisation du bloc opératoire (moins de retards de programmation, moins d'annulations d'opérations) et à réduire des temps d'attente pour le patient ;
- analyse l'agencement du matériel chirurgical, et aide ainsi à améliorer les taux de rotation des salles ;
- aide à identifier et corriger les causes de retard, telles que l'absence d'équipements dans la salle, augmentant l'efficacité globale ;
- optimise l'utilisation des ressources hospitalières et le coût des opérations ;
- peut améliorer la qualité de vie au travail pour le personnel médical (dont en réduisant le risque d'heures supplémentaires imprévues qui sont une source fréquente de démission des infirmiers de bloc opératoire).

## Anonymisation, protection des données de santé
Il existe toujours un risque que les données collectées soient utilisées à des fins punitives, mais le système limite ce risque par dé-identification avancée.

## Déploiement
En 2024, plusieurs hôpitaux et institutions s'en étaient déjà doté pour une ou plusieurs salles d'opération, dont par exemple le Stanford University Medical Center ou l'université Duke, avec au total 24 hôpitaux équipés aux États-Unis, au Canada et en Europe occidentale équipées (en septembre 2024).